# Corine Lauret
Corine Lauret, née en 1976 à la Réunion, est une mannequin et youtubeuse française. Elle a été élue Miss Réunion en 1994 et est par la suite devenue 2e dauphine de Miss France 1995.

## Biographie
Inscrite dans une agence de mannequins, elle se présente au casting de Miss Réunion 1992, mais n'est pas retenue. Sa famille la pousse à se représenter au concours deux ans plus tard en 1994, et Corine est élue Miss Réunion 1994.
Lors de l’élection de Miss France 1995, remportée par Mélody Vilbert, Corine se classe 2e dauphine.
Au cours de l'année 1995, Corine participe au concours de Miss Univers 1995, où elle termine 17e.

## Vie privée
En 2003, elle se marie avec le footballeur Farid Kerkar, avec lequel elle a un fils.
Elle est aujourd’hui mariée à Julien Chaussalet et a donné naissance à une petite fille en 2015.